# Flughafen Kökschetau

i8
i11
i13
Der Flughafen Kökschetau (kasachisch Халықаралық Көкшетау Әуежайы Chalyqaralyq Kökschetau Äujeschajy, englisch Kokshetau International Airport; früherer Name bis zum 1993: Flughafen Koktschetaw, IATA-Code: KOV, ICAO-Code: UACK) ist ein internationaler Flughafen nahe der kasachischen Stadt Kökschetau (früher Koktschetaw), der Hauptstadt des Gebietes Aqmola. Der Flughafen wurde 1945 eröffnet.
Der Flughafen liegt etwa 12,5 km nordöstlich von Kökschetau (englisch Kokshetau), an der Autobahn A13. Der IATA-Code des Flughafens ist vom letzteren Stadtnamen abgeleitet. Der Flughafen wurde im Jahr 2013 modernisiert und kann pro Stunde 200 Passagiere bewältigen. Von Kökschetau aus bieten die Fluggesellschaften Fly Arystan, SCAT Airlines und IrAero Linienflüge innerhalb Kasachstans und nach Russland an.
Gelegen auf einer Höhe von 274 Metern, besitzt der Flughafen Kökschetau eine Asphaltpiste von 2850 Metern bei einer Breite von 45 Metern.

## Fluggesellschaften und Ziele
Im Jahr 2020 operieren am Flughafen Swartnoz 3 internationale und kasachische Fluggesellschaften.
| Fluggesellschaften | Ziele                       |
| ------------------ | --------------------------- |
| Fly Arystan        | Almaty                      |
| SCAT Airlines      | Aqtau, Almaty, Türkistan    |
| IrAero             | Saisonal: Moskau-Schukowski |

## Fluggastaufkommen
| Jahr | Anzahl Passagiere | Unterschied zum Vorjahr |
| ---- | ----------------- | ----------------------- |
| 2012 | 2 353             | ▲ 10,1 %                |
| 2013 | 7 401             | ▲ 214,5 %               |
| 2014 | 3 064             | ▼ 58,6 %                |
| 2015 | 17 497            | ▲ 471,1 %               |
| 2016 | 14 213            | ▼ 18,8 %                |
| 2017 | 22 016            | ▲ 15,6 %                |
| 2018 | 21 427            | ▼ 2,7 %                 |